# Премијера (албум)
Премијера је дебитантски студијски албум хрватског поп-рок певача Луке Нижетића издаз 2005. године за Менарт. На албуму се налазе песме Прољеће колаборација са Клапом Носталгија, и Одсањај, дует са Матијом Дедићем. Снимљени су спотови за песме Прољеће и Понекад пожелим.

## Списак песама
| №   | Назив                    | Трајање |  |
| 1.  | Прољеће                  | 3:00    |  |
| 2.  | Љубав (потопљени свијет) | 3:41    |  |
| 3.  | Више те не волим         | 4:00    |  |
| 4.  | Бубрег                   | 3:48    |  |
| 5.  | Ти си мени све           | 4:07    |  |
| 6.  | Враг ми те дао на дар    | 3:46    |  |
| 7.  | Не криви ме              | 3:18    |  |
| 8.  | Понекад пожелим          | 4:20    |  |
| 9.  | Теби пјевам              | 4:00    |  |
| 10. | Одсањај                  | 4:26    |  |
| 11. | Мени требаш ти           | 4:06    |  |